# Chrami

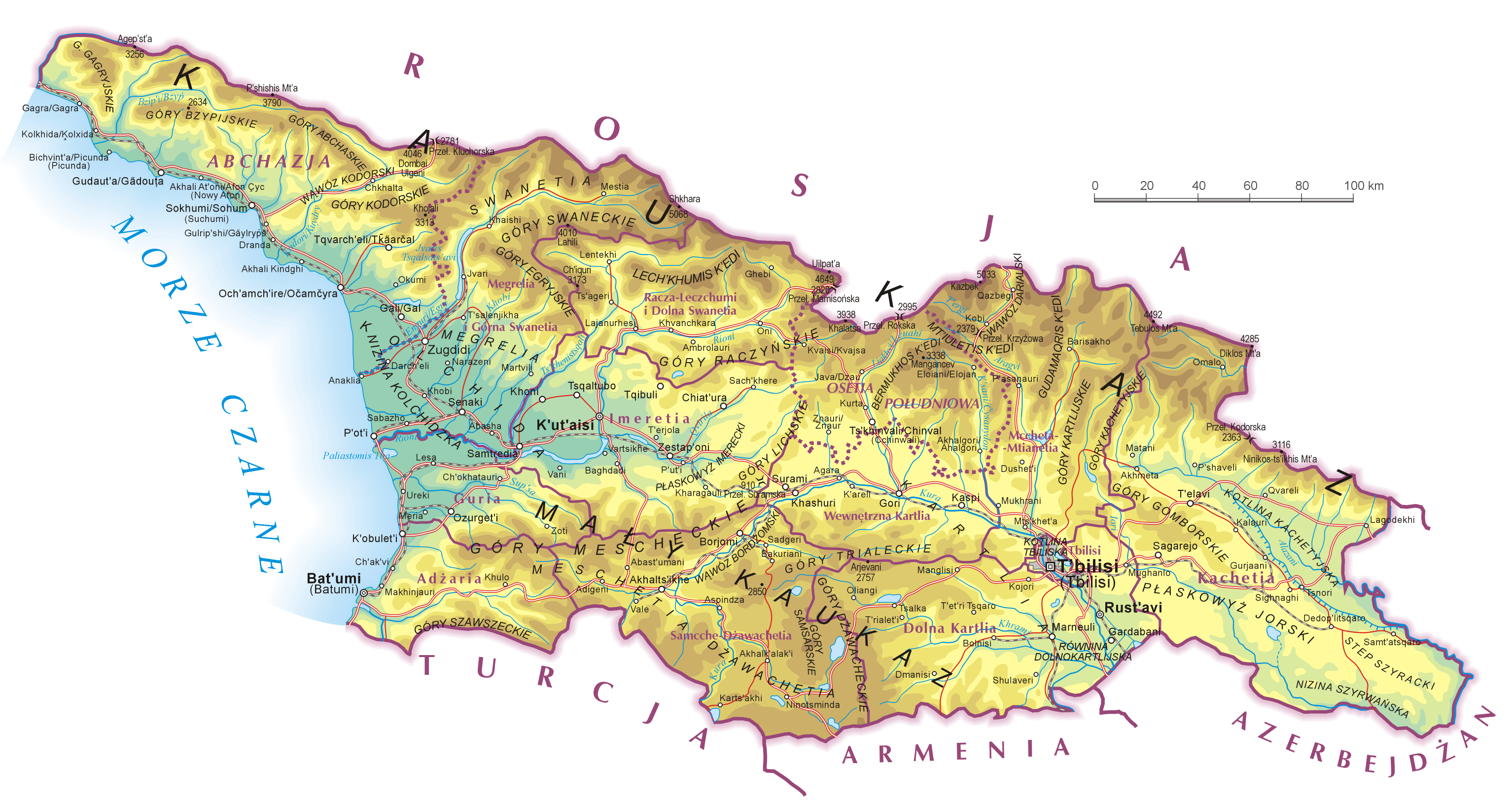
Mapa fizyczna Gruzji, na niej na południe od Gór Trialeckich rzeka opisana w transliteracji jako Khrami

Chrami (gruz. ხრამი - Chrami (transkrypcja), Khrami (transliteracja), ros. Храми) – rzeka długości 201 km w południowej i wschodniej Gruzji, wypływająca z południowych zboczy Gór Trialeckich (źródło znajduje się na wys. 2422 m n.p.m.), zasilana głównie wodami z topniejących śniegów, kierująca się potem na wschód; prawy dopływ rzeki Kura, do której wpada na granicy Gruzji z Azerbejdżanem. Dorzecze Chrami ma powierzchnię 8340 km², największe dopływy: Debed i Maszawera.
Na rzece zbudowano trzy hydroelektrownie: spiętrzone w pobliżu miasta Calka wody utworzyły sztuczne jezioro – Calkis Ckalsacawi. Średni przepływ rzeki wynosi 51,7 m³/s, a maksymalny – 1260 m³/s.